# Mirsäyet Soltanğäliev
Mirsäyet Soltanğäliev, Mirsaid Sultan-Galiev o bé Mirsaid Khaidargalievitx Sultan-Galiev (en rus: Мирсаид Хайдаргалиевич Султан-Галиев, en tàtar Мирсәет Солтангалиев pronunciació AFI /ˌmirsæˈjet xæɪˌdærɣæˈli ulɯ sɔlˌtɑnɣæˈliəf /; governació d'Ufà, 13 de juliol de 1892-Moscou, 28 de gener de 1940) fou un periodista i polític bolxevic d'origen tàrtar.

## Biografia
D'origen tàrtar del Volga, va néixer a una localitat de la governació d'Ufà, Baixkíria, el 13 de juliol de 1892. De família pobra, els seus pares no podien enviar-lo a una escola privada, però va ser capaç d'aprendre a llegir i escriure amb el seu pare i amb el «nou mètode d'ensenyament maktab» —educació alcorànica tradicional— inicialment en persa i àrab, i després, a partir de 1905, va aprendre rus, a més a més d'història, geografia i matemàtiques. Aquests coneixements li van permetre ingressar a la universitat de Kazan el 1907. Un cop acabats els estudis el 1911 es va dedicar al periodisme i a l'ensenyança del rus. Ingressà a les files bolxevics l'estiu de 1917.

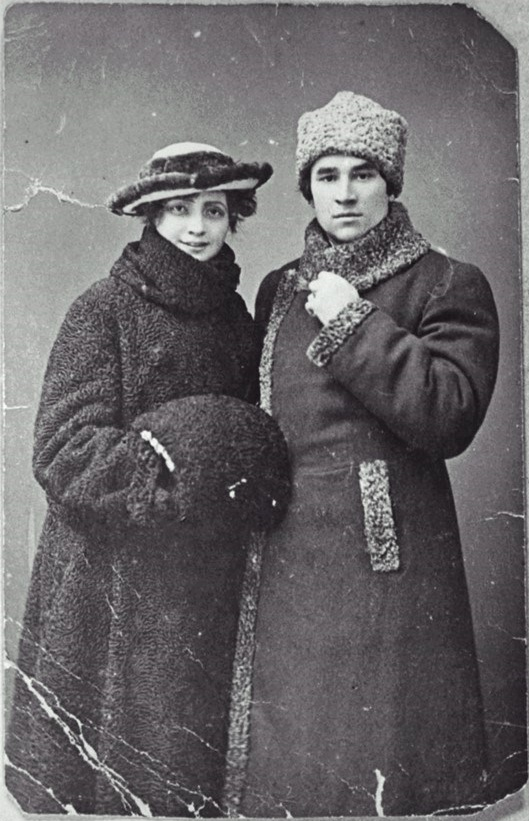
Fotografiat al costat de la seva dona, el 1919

Va desenvolupar una doctrina alternativa de revolució socialista i, sota la premissa que el marxisme i l'estil de vida islàmic no haurien d'ésser necessàriament incompatibles, va ser un dels elaboradors amb Mul·lanur Vakhitov de la teoria del comunisme nacional musulmà, que va prendre empenta entre 1918 i 1928. Soltanğäliev defensava una aplicació selectiva de la propaganda antireligiosa als territoris soviètics depenent del cas concret.
Va estar destinat a Kazan després de la presa d'aquesta pels bolxevics, i just abans que fos represa per l'Exèrcit Blanc a mitjans de 1918, va escapar a Moscou, on es va convertir en protegit de Ióssif Stalin. Preocupat per la direcció que prenia la revolució ja el 1918, al llarg de 1919 va publicar una sèrie d'articles on va defensar un reenfocament de la Revolució internacional comunista cap a Àsia en contraposició a l'Europa Occidental. Va creure veure en un hipotètic estat socialista musulmà, el pivot sobre el qual portar el socialisme a l'Àsia, desenvolupant el concepte de «nacions proletàries». Amb l'avanç favorable dels bolxevics durant la Guerra Civil Russa, els plans per a la conformació d'una gran república Tàrtar-baixkir van ser desestimats, creant-se dues petites repúbliques separades.

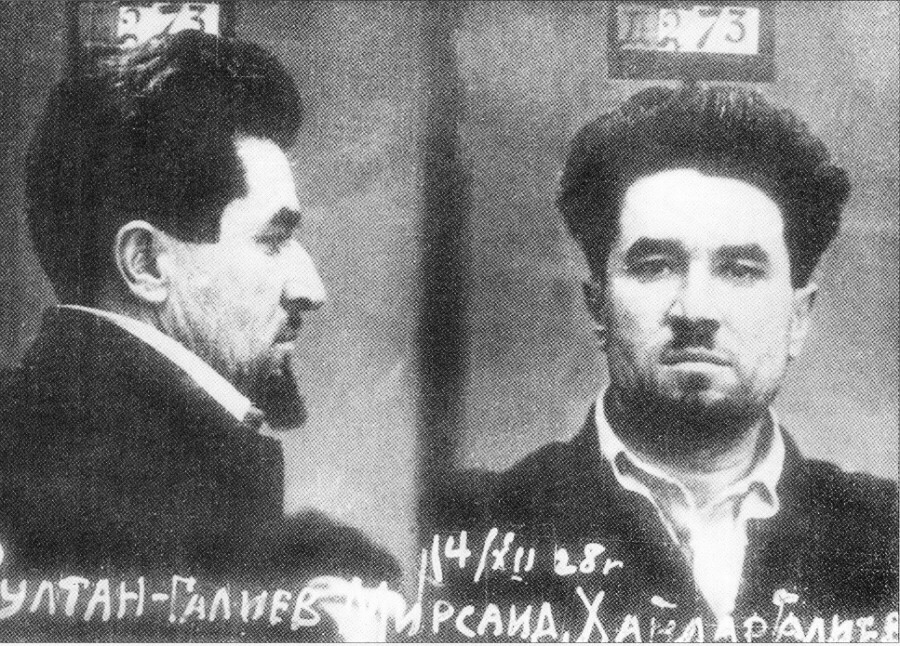
Foto policial del 14 de desembre de 1928

Enfrontat obertament amb Stalin ja al X Congrés comunista de 1921, aquest últim va titllar de reaccionària la proposta, l'octubre de 1922, de Soltanğäliev i els seus col·laboradors que els territoris autònoms s'unissin a una Unió Soviètica de forma independent en comptes de dins la República Socialista Federada Soviètica de Rússia. Condemnat per «desviació nacionalista» després del XII Congrés bolxevic, celebrat l'abril de 1923; es va convertir en el primer membre purgat del partit per aquest motiu. No trigaria a ser arrestat per l'OGPU el 4 de maig de 1923; objecte d'interrogatoris i, després d'obtenir-se dues confessions sota forta pressió, seria alliberat. Un cop mort Lenin el 1924, el seu únic protector, fou constantment vigilat per la seguretat de l'Estat i finalment va ser detingut el novembre de 1928 i jutjat el 1929; el gener de 1931, la seva pena per activitats antisoviètiques i nacionalisme, va ser commutada per deu anys de treballs forçats. Durant les dècades de 1920 i 1930 Stalin duria a terme purgues d'elements afins a Soltanğäliev, centrant-se sobretot en baixkirs i tàrtars.
Fou arrestat de nou el 1938, condemnat a mort el 1939 i executat el 28 de gener de 1940, a Moscou. La seva figura va quedar inexorablement associada, fins i tot després de la mort de Stalin, a la idea de «renegat nacionalista» i «líder musulmà antisoviètic».